# FVWM
FVWM(F Virtual Window Manager)은 X 윈도 시스템용 가상 창 관리자이다. 원래 twm의 파생물이었던 FVWM은 현재 유닉스 계열 시스템의 창 관리자이다.

## 기능
이러한 기능 중 다수는 런타임이나 컴파일 타임에 비활성화하거나 특정 창 및 기타 여러 옵션에 대해 동적으로 비활성화할 수 있다. FVWM은 사용자가 원하는 방식으로 데스크톱이 작동하고, 보이고, 동작하도록 구성하는 기능을 제공한다.
- 각각 여러 페이지로 나뉘는 가상 데스크톱을 원하는 수만큼 지원한다.
- 뷰포트(물리적 화면)는 페이지와 관계없이 가상 데스크톱 영역에서 (구성 가능한 단계로) 원활하게 이동할 수 있다.
- 마우스가 화면 경계에 닿으면 뷰포트가 자동으로 움직일 수 있다.
- 전체 EWMH, ICCCM-2 및 GNOME 힌트를 지원한다.
- 멀티바이트 문자 및 양방향 텍스트를 포함한 전체 국제화 지원.
- 앤티앨리어싱, 모든 크기의 그림자, 모든 오프셋 및 모든 방향, 텍스트 회전을 갖춘 XFT2 글꼴을 지원한다.
- 모든 동작, 작업 또는 이벤트를 완전히 구성할 수 있다.
- 사용자 정의 창 장식 스타일 지원.
- 제목 표시줄을 비활성화하거나 창 가장자리에 렌더링할 수 있다. 이는 각 창 유형에 대해 개별적으로 수행할 수 있다.
- 제목 표시줄에는 최소화, 최대화, 닫기 버튼을 포함하여 최대 10개의 아이콘이 있을 수 있다.
- 모든 방향에서 애니메이션 창 음영 처리.
- 아이콘화
- 알파 블렌딩을 포함한 전체 PNG 지원.
- 펄을 사용하여 FVWM을 확장하고 구성 파일의 스크립팅 및 전처리를 위한 펄 프로그래밍 라이브러리이다.
- 스크립팅을 통해 확장할 수 있다. 전처리를 통해 동적 구성이 가능하다.
- 런타임에 대화 상자, 메뉴 및 애플리케이션을 구축하기 위한 툴킷이다.
- 구성 가능한 데스크톱 패널.
- 마우스 제스처를 사용하면 마우스로 모양을 그리고 명령에 바인딩할 수 있다.
- 동적 메뉴(Dynamic menus). 파일 시스템을 탐색하고 포함된 메뉴에서 인터넷의 헤드라인을 가져오는 유틸리티이다.
- 세션 관리 지원.
- 둘 이상의 모니터를 사용할 수 있는 Xinerama 확장 지원.
- 모듈을 사용하여 동적으로 확장 가능하다.
- 포커스 스틸링 지원